# أحمد شاه الدراني
هذه الصفحة تتحدث عن أمير أفغانستان، أما عن السياسي الأفغاني أنظر أحمد شاه مسعود
أحمد شاه (1724 – 1773)، مؤسس سلالة الدرانية في أفغانستان، كان ابن ساماون خان، الزعيم المورث لقبيلة أبدالي.

## بداية حياته
وقع أحمد وهو لا يزال صبيا بين يدي قبيلة الغلزائيين المعادية الذين أبقوه سجينا في قندهار. في مارس 1738 أنقذه نادر شاه الذي أعطاه قيادة سلاح الفرسان بعد ذلك بوقت قصير والذي تكون بصورة رئيسية من رجال قبائل الأبداليين. وعند اغتيال نادر شاه في 1747، تراجع أحمد إلى أفغانستان بعد فشله في الاستيلاء على الكنوز الفارسية، وأقنع القبائل المحلية على تأكيد استقلالهم وأن يقبلونه كملك عليهم.

## توليه الملك
توج أحمد ملكا في قندهار في أكتوبر 1747، وفي نفس الوقت تقريبا غير اسم قبيلته إلى الدراني. وهناك شيئان قد يقال أنهما ساهما كثيرا إلى تعزيز قوته. فقد أبعد نفسه بقدر الإمكان عن التدخل في شؤون القبائل المختلفة واستقلاليتها، وطلب من كل منها فقط نسبتها المستحقة من الجزية والرجال ليخدمموا في جيشه؛ والأمر الثاني أنه أبقى جيشه مشغولا بشكل ثابت في مخططات ذكية للغزو والفتح. ونجح في وضع يده على ماسة كوه نور (جبل النور)، وكان محظوظا بما فيه الكفاية لاعتراض شحنة الكنز على طريقها إلى شاه فارس، فكانت عنده كل الأفضليات التي يمكن أن تجلبها أي ثروة عظيمة.

## حملاته على الهند
عبر في البداية نهر السند في عام 1748 حبث احتل لاهور؛ وفي عام 1751، أصبح سيدا على كامل البنجاب بعد مقاومة ضعيفة من ناحية نائب الملك. وفي عام 1750 احتل نيسابور، وفي عام 1752 أخضع كشمير. ثم قام بحملته العظيمة إلى دلهي في عام 1756 لكي ينتقم لنفسه من شاه المغول عزيز الدين عالمكير لاسترداده لاهور. ودخل أحمد مدينة دلهي بجيشه منتصرا، وتعرضت المدينة لأكثر من شهر للسلب والنهب. وأضاف الشاه بنفسه إلى زوجاته أميرة من العائلة الإمبراطورية، ومنح أخرى لابنه تيمور شاه، الذي جعله حاكما على البنجاب والسرهند. وترك زعيما من قبائل الروهيلا نائبًا له في دلهي لكونه يحوز على كل ثقته، لكن ما كاد أن يعبر السند حتى طرد الوزير المغولي الزعيم الروهيلي من المدينة، وقتل الشاه المغولي ووضع أميرا آخر من العائلة هو شاه جهان الثالث وكان أداة بين يديه على العرش. استفاد زعماء الماراثا بأنفسهم من هذه الظروف في سعيهم لامتلاك البلاد بكاملها، واضطر أحمد أكثر من مرة لعبور السند لكي يحمي أرضه منهم ومن السيخ الذي كانوا يهاجمون حامياته بشكل دائم. وفي عام 1758 قام الماراثا باحتلال البنجاب، ولكنهم تلقوا هزيمة منكرة في 6 يناير 1761 من قبل جيوش أحمد في معركة بانيبات العظيمة. وفي حملة لاحقة أوقع هزيمة حادة على السيخ، لكن كان عليه أن يعجل المسير غربا بعد ذلك لكي يقمع تمردا في أفغانستان. وتمرد السيخ ثانية في هذه الأثناء، واضطر أحمد الآن إلى أن يتخلى عن كل أمل للاحتفاظ بالبنجاب.

## وفاته
بعد معاناة طويلة مع مرض فظيع، قيل بأنه كان سرطانا في الوجه، مات أحمد شاه في عام 1773، وترك إلى ابنه تيمور حكم المملكة التي أسسها.